# ヤズーランド
ヤズーランド（Yazoo lands）は、かつてアメリカ合衆国ジョージア州が、その西の境界がミシシッピ川まであった時の、人口の希薄だった州内の中部と西部のエリアの名前。インディアンのヤズー部族から名付けられた。これらの土地は後にアラバマ州とミシシッピ州になり、西のスペイン領西フロリダのパンハンドル地域は、この二つの州のパンハンドル地域となった。サウスカロライナ州がこの土地の一区画を主張し（ビューフォート条約を参照）、さらにミシシッピ川へと西へ向かえば、1816年条約でテネシー州（それ自体はかつてはノースカロライナ州の一部であった）と接する郡部があった。
1790年代、ヤズーランドはヤズーランド詐欺と呼ばれるジョージア州の大きな政治スキャンダルの対象となった。この事件は、1802年協定（w:Compact of 1802）によって、合衆国政府へのジョージア州の土地の割譲をもたらした。

## ヤズーランド詐欺
ヤズーランド詐欺とは、1795年から1803年まで数名のジョージア州知事と州立法府によって実行された大掛かりな詐欺で、内部関係者に桁外れの安値で広大な土地を販売した。
ヤズーランド詐欺は、ほぼ同時期に起こりジョージアの贈賄にまみれた土地取引を含んだパイン荒地投機（Pine Barrens speculation）としばしば統合して見なされる。
ヤズーランド事件それ自体は二つの章があった。ひとつは、ミシシッピ川とヤズー川沿いにある、現在のミシシッピ州ナチェズ市の場所を含む地域の、（当時）ジョージア州バーボン郡の編入を取り決めたバーボン郡法にジョージ・マシューズ知事が調印した1785年に起源があった。 同時に、土地を売ることで金を作り、その目的を達成するために政治家の影響力を用いること専用に秘密結社が作られた。
ジョージア州はバーボン郡に公務員と司法官を任命したが、合衆国政府からの圧力のもと、ジョージア州は1788年にバーボン郡を解散した。合衆国政府はいくつかの理由でバーボン郡に反対した。当時、土地の一部はスペインも領有を主張しており、またインディアンの土地への主張も消えてはいなかった。この秘密結社は最終的には姿を消した。
第二章は1789年に始まった。この時サウスカロライナ・ヤズー会社、バージニア・ヤズー会社、テネシー会社の3つの会社が、ジョージア州立法府から土地を買うために結成された。テルフェア知事は2000万エーカー（80,000km²）の土地をこれらの会社に$207,000、1エーカーあたりおよそ1セントで売る取引に署名した。会社側が価値のない古い通貨での支払いを試みたため、取引は不成立に終わった。バージニア・ヤズー会社はパトリック・ヘンリーが率いていた。
1794年、ジョージア会社、ジョージア＝ミシシッピ会社、アッパー・ミシシッピ会社、新たなテネシー会社の4つの新しい会社は、4000万エーカー（160 km²）以上の土地を$500,000で売るように、ジョージアの州の議会をうまく説得した。多くのジョージアの担当官と議員は、図らずもこれらの会社の株主になった。1795年1月7日、ジョージ・マシューズ知事は、4000万エーカーを売ることに合意する法案に署名して法律にした。
この仔細が暴露されると一般大衆の怒りは広まり、はるばる合衆国の首都まで届いた。合衆国上院議員のジェイムス・ジャクソンとジャレド・アーウィンは改革に尽力した。アーウィンは知事に選出され、就任して2ヶ月足らず後の1796年2月13日にヤズー法を無効にする法案に署名した。彼らはジョージ・ワシントン大統領に送っていたひとつを除いてすべての法案のコピーを燃やした。ジャクソンはジョージア州知事に選出されるために上院議員を辞任して、2ヶ月後に就任した。
しかしこれで問題は終わらなかった。州は土地を購入した者に金銭を返還したが、しかし一部は土地の所有を好んで金銭を拒んだ。州はこの主張を認めず、問題は次の十年間で法廷に持ち込まれた。だが州はその現在の境界の西の土地へのすべての主張を、法的な紛争とともに、1803年に合衆国に譲った。
この訴訟は1810年に合衆国最高裁判所まで到達し、フレッチャー対ペック判決によって、土地の販売は拘束力のある契約で、遡及的に無効にはならないと決められた。

## 参照
- en:Yazoo lands06:21, 30 December 2007より。Bkonrad, Radiojon, Caerwine, JodyB, Nikki311ほか
- en:Yazoo land scandal08:48, 17 December 2007より。Bkonrad, LouI, Jengod, Jolomo, Genealogynutほか
- en:Pine Barrens speculation15:34, 2 February 2007より。Genealogynut, Piotrus, 74.238.164.162, 71.53.200.133, 204.180.133.2ほか